# Hrabstwo Scott (Kansas)

Piramida wieku hrabstwa

Hrabstwo Scott – hrabstwo położone w USA w stanie Kansas z siedzibą w mieście Scott City. Założone 20 marca 1873 roku.

## Miasto
- Scott City

## Sąsiednie Hrabstwa
- Hrabstwo Gove
- Hrabstwo Lane
- Hrabstwo Finney
- Hrabstwo Kearny
- Hrabstwo Wichita
- Hrabstwo Logan